# Dudley Moore
Dudley Stuart John Moore  CBE (19. travnja 1935. – 27. ožujka 2002.), britanski glumac i glazbenik, nominiran za Oscara, i osvajač dva Zlatna globusa.
Rodio se u Londonu, kao sin željezničarskog električara.
Imao je i stariju sestru, koja je objavila da njihovi roditelji nikad nisu pokazivali previše naklonosti prema svojoj djeci.
Rođen je s deformiranim stopalom, a to je uz njegovu visinu od samo 159 centimetara bilo samo dodatni razlog da ga se izruguje. Druga djeca nisu se prijazno ponašala prema njemu.
U šestoj godini učlanjuje se u zbor, a pohađa i satove klavira i violine. Iskazuje se kao sposoban pijanist, te se do 1994. dopisuje sa svojim učiteljem glazbe.
Do 14. godine svira orgulje na crkvenim vjenčanjima.
Iskazao se,zajedno s Peterom Cookom, kao uspješni komičar, kako u Velikoj Britaniji, tako i u SAD-u. Napisao je i nekoliko pjesama za filmsku glazbu.
U karijeri je snimio 23 filma, ali su mu najpoznatiji "Arthur" (Partnerica Liza Minelli), "Desetka" (partnerica Bo Derek) i "Micki i Maude".
S Cookom prekida suradnju jer je on postao teški alkoholičar.
Ipak, njegova smrt ga je jako potresla, pa mu je odao počast.
Kada je počeo pokazivati znakove svoje bolesti, ljudi su mislili da je i on počeo previše piti.
Da bi opovrgnuo glasine, javno objavljuje 1999. godine da boluje od neizlječivog poremećaja mozga, koji mu je ranije te godine dijagnosticiran.
Prije smri, za svoj doprinos filmu, prima odličje Zapovjednika Britanskog Carstva (Comannder of the British Empire).
Ženio se četiri puta i imao dva sina.
Četvrtoj ženi izričito je zabranio da mu dođe na sprovod.
Vodio je 55. dodjelu Oscara.(Partneri Liza Minelli, Richard Pryor i Walter Matthau).